# フロリアン・コーフェルト
フロリアン・コーフェルト（Florian Kohfeldt, 1982年10月5日 - ）は、ドイツ・ジーゲン出身のサッカー指導者。現在はSVダルムシュタット98の監督を務めている。

## 経歴
プロのサッカー選手としてのキャリアはなく、ブレーメン大学で公共福祉とスポーツ学を学び、ドイツサッカー協会の公認B級ライセンスを取得するためのコースを選択。大学に通いながらアマチュアチームのヴェルダー・ブレーメンIIIでGKを務め、トップチームの練習に駆り出されたGKの代わりに練習試合などでゴールマウスを守っていた。
2006年、ヴェルダー・ブレーメンへコーチとして加入。2014年からはヴィクトル・スクリプニク監督のアシスタントコーチに就任し、2016年10月にはドリッテリーガに所属するヴェルダー・ブレーメンIIの監督に就任した。
2017年10月30日、トップチームであるヴェルダー・ブレーメンのアレクサンダー・ヌーリ監督が解任されたことを受けて暫定的にトップチームの監督に就任した。初めて指揮を執った11月3日のアイントラハト・フランクフルト戦では敗れたものの、2017年内までコーフェルトが指揮を執ることが発表され、翌12月に自動降格圏内を脱出したため正式に監督に就任し年明け以降も続投する決定した。2018年1月24日のハンブルガーSV戦から4月1日のアイントラハト・フランクフルト戦まで4勝1分けの5試合負けなしで乗り切るなどチームは好調さを見せ、4月4日にはブレーメンとの契約を2021年まで延長した。
2018-19シーズンはリーグ戦直近9年間で最多の勝ち点53を積み上げるなど、最終節まで欧州カップ戦出場争いを演じた。シーズン終了後、ブレーメンとの契約を2023年まで延長した。
しかし翌2019-20シーズンは開幕から怪我人が続出した影響もあり終始自動降格圏内に低迷したが、最終節1.FCケルン戦の勝利で辛うじて16位に滑り込み入れ替え戦へ進んだ。1.FCハイデンハイムとの入れ替え戦は2戦合計2-2だったが、アウェーゴールの差で辛くも残留を果たした。7月10日、翌年以降も続投することが発表された。
2020-21年シーズンは、最終節での結果次第で降格になるという事態に陥るほど苦戦し、2021年5月16日、最終節を前に電撃解任された。結局、チームは最終節に敗れて2部に降格した。
2021年10月16日、解任されたマルク・ファン・ボメルの後任としてVfLヴォルフスブルク監督に就任。2023年までの契約を結んだ。しかし、チームを劇的に向上させるまでには至らず、2021-22シーズン終了後に退任となった。

## 監督成績
2021年10月26日現在
| クラブ                   | 国         | 就任           | 退任           | 記録 | 記録 | 記録 | 記録 | 記録 | 記録 | 記録 | 記録   |
| クラブ                   | 国         | 就任           | 退任           | 試   | 勝   | 分   | 敗   | 得   | 失   | 差   | 勝率   |
| ------------------------ | ---------- | -------------- | -------------- | ---- | ---- | ---- | ---- | ---- | ---- | ---- | ------ |
| ヴェルダー・ブレーメンII | ドイツの旗 | 2016年10月2日  | 2017年10月29日 | 42   | 12   | 14   | 16   | 36   | 48   | −12  | 028.57 |
| ヴェルダー・ブレーメン   | ドイツの旗 | 2017年10月30日 | 2021年5月16日  | 143  | 50   | 38   | 55   | 215  | 223  | −8   | 034.97 |
| ヴォルフスブルク         | ドイツの旗 | 2021年10月26日 | 2022年5月15日  | 28   | 9    | 5    | 14   | 37   | 48   | −11  | 032.14 |
| 合計                     | 合計       | 合計           | 合計           | 213  | 71   | 57   | 85   | 288  | 319  | −31  | 033.33 |